# Léon ou le Château de Monténéro
Léon ou le Château de Monténéro, est un drame lyrique en trois actes et en prose, musique de Nicolas Dalayrac livret de François-Benoît Hoffmann tiré du roman d'Ann Radcliffe, Les Mystères d'Udolphe, créé le 24 vendémiaire an VII à l'Opéra-Comique (salle Favart).

## Argument
L'histoire est celle de Léon, un méchant seigneur qui enlève et emprisonne une jeune fille qu'il veut épouser malgré elle et sa famille. Le sujet avait beaucoup d'invraisemblances ce qui le rendait difficile à traiter, ainsi la délivrance était rocambolesque. 

## Accueil

### Presse
L’accueil fut mitigé à cause des clans : selon Guilbert de Pixerécourt, ce drame fut injustement critiqué dans un article de presse. Dalayrac « osa s’en plaindre au rédacteur. Celui-ci […] avoua qu’il ne connaissait pas l’ouvrage, qu’il n’avait aucune part à la critique […] et qu’il avait cédé aux instances importunes d’un compositeur italien, M. T… qui lui avait apporté l’article tout fait. ».
Cependant, les opinions exprimées dans la presse diffèrent. Sous forme de droit de réponse dans le Courrier des spectacles, « Berton, membre du Conservatoire » a défendu Dalayrac. Celui-ci s’est immiscé dans cette querelle en adressant une lettre ouverte de remerciements. Le rédacteur, sans désavouer son critique, a été irrité par ce témoignage de gratitude. Il a publié alors ce même agacement d’un lecteur. Après une dernière réponse du compositeur, le débat a été clos par le journaliste qui a indiqué qu'à l'avenir ne serait transcrite « qu’une seule réponse des auteurs ». « Il imagina […] de se venger de d’Alayrac, et inséra dans son journal, quelque temps après, une lettre anonyme, authentique ou non, dans laquelle on affirmait que […] les représentations de cet ouvrage faisaient le vide dans la salle […]. Fabien Pillet, qui vint à la rescousse, […] adressa au Journal de Paris [… que] « la salle était remplie de spectateurs » […]. Cette fois la querelle était terminée. ». Ceci intervint au terme d'un mois de publications.

### Musicologues
Les amateurs éclairés goûtèrent cependant l’impressionnante scène de l’entrée des assassins soudoyés par Léon. Selon Castil-Blaze « Léon est le chef d’œuvre de Dalayrac : […] Le retour de certaines mélodies rappelées à propos ajoute beaucoup à l’intérêt dramatique. Le duo [« Que je quitte ces lieux ! que je vous abandonne ! »], l’air de Laure [« Ô mortel, plus à plaindre encore, que je perds lorsque je t'adore »], le trio [« Doux moment ! Trouble extrême ! Est-ce un songe imposteur ? »], sont des morceaux très remarquables ». Dalayrac avait ainsi, consciemment ou non, éprouvé la nécessité d'utiliser le même artifice que Grétry. Celui-ci en avait « naturellement » usé le premier dans son Richard Cœur-de-lion. Ce procédé peut être vu « comme une lointaine préfiguration du leitmotiv wagnérien[…] ».